# Saint-Aignan (Gironda)
Saint-Aignan è un comune francese di 197 abitanti situato nel dipartimento della Gironda nella regione della Nuova Aquitania.

## Società

### Evoluzione demografica
Abitanti censiti